# TuralTuranX
A TuralTuranX (született: Tural Bağmanov és Turan Bağmanov; Zaqatala, 2000. október 30. –) egy azeri zenész ikerpár, előadóművészek, dalszerzők. Ők képviselték Azerbajdzsánt a 2023-as Eurovíziós Dalfesztiválon Liverpoolban a Tell Me More című dalukkal.

## Történet
Tural és Turan Bağmanov az északnyugat-azerbajdzsáni Zaqatalából származnak. Először az iskolában foglalkoztak zenével, ahol zongorázni tanultak. Az édesapjuk vett nekik később egy használt szintetizátort, amin gyakorolhattak otthon is. Később gitározni is megtanultak. A testvérek először az iskolákban és különböző rendezvényeken jelentek meg. Apjuk halála után átmenetileg felhagytak a zenéléssel.
Tural később Bakuba költözött, és egy barátjával megalapította a TheRedJungle együttest, akikkel együtt Turan is fellépett. A testvérpár utcazenéléssel is foglalkozott.
2023. február 2-án bejelentették, hogy a TuralTuranX a végső öt jelölt között van Azerbajdzsán belső válogatásán a 2023-as Eurovíziós Dalfesztiválra, végül március 9-én lett hivatalos, hogy Tell Me More című dalukkal ők képviselhetik hazájukat az Eurovíziós Dalfesztiválon. 2008 után ez a második alkalom, hogy az ország teljes egészében azeriek által írt és készített dalt indít az Eurovíziós Dalfesztiválon. A május 9-én rendezett első elődöntőben versenyeztek, ahonnan nem jutottak tovább.

## Magánélet
Turalnak és Turannak volt két másik testvére, Emin és Camal, akik 2015-ben egy közúti balesetben elhunytak Yuxarı Talában.

## Tagok
- Tural Bağmanov
- Turan Bağmanov

## Diszkográfia

### Kislemezek
- 2023 – Tell Me More